# Даблдэй, Генри (энтомолог)
Генри Даблдэй (англ. Henry Doubleday; 1 июля 1808 — 29 июня 1875) — английский энтомолог и орнитолог.
Генри Даблдэй был старшим сыном квакера и бакалейщика Бенджамина Даблдэя и его жены Мэри из Эппинга в Эссексе. Он и его брат Эдвард Даблдэй провели свое детство, собирая образцы естественной истории в Эппингском лесу. Он жил примерно в то же время, что и его кузен Генри Даблдэй (1810–1902 гг.) – ученый и садовод. Ему посвящена синяя памятная доска на углу Хай-стрит и Баттеркросс-лэйн в Иппинге.
Генри Даблдэй стал автором первого каталога британских бабочек и мотыльков, Синонимического списка чешуекрылых Британии (1847–1850). Он дал названия нескольким видам мотыльков. Его коллекция мотыльков хранится в Музее естествознания в Лондоне.

## Источник
Оксфордский Национальный биографический словарь (2004 г.) (недоступная ссылка)